# Rutilus karamani
Rutilus karamani là một loài cá vây tia thuộc họ Cyprinidae.
Loài này có ở Albania, Cộng hòa Macedonia, và Serbia và Montenegro.
Môi trường sống tự nhiên của chúng là sông ngòi và hồ nước ngọt.
Chúng hiện đang bị đe dọa vì mất môi trường sống.